# 広島県の資格者配置路線
広島県の資格者配置路線（ひろしまけんのしかくしゃはいちろせん）とは、交通誘導警備業務に関し、道路又は交通の状況により、広島県公安委員会が道路における危険を防止するため必要と認める路線である。当該路線で交通誘導警備業務を実施するにあたっては、交通誘導警備業務を実施する場所ごとに、交通誘導警備業務1級検定又は2級検定の合格証明書の交付を受けた警備員を1名以上配置しなければならない。

## 告示・施行
- 2007年3月23日告示（広島県公安委員会告示第26号）
- 2007年9月1日施行
- 2009年5月28日改正告示（広島県公安委員会告示第39号）
- 2009年6月1日施行

## 路線一覧
|   | 路線名               | 区間         |
| - | -------------------- | ------------ |
| 1 | 国道2号              | 広島県の全域 |
| 2 | 国道54号             | 広島県の全域 |
| 3 | 国道185号            | 広島県の全域 |
| 4 | 国道313号            | 広島県の全域 |
| 5 | 主要地方道呉平谷線   | 広島県の全域 |
| 6 | 主要地方道広島三次線 | 広島県の全域 |
| 7 | 主要地方道福山沼隈線 | 広島県の全域 |